# Раскрсница
Раскрсница је место укрштања два или више путева у друмском саобраћају. Раскрснице могу бити у нивоу (раскрсница са семафором или без њега и кружни ток) и ван нивоа (надвожњак, подвожњак и петља). У ком је раскрсница нивоу зависи од разлике надморске висине путева који се укрштају на месту где се укрштају. Постоји шест врста раскрсница а то су: раскрсница без семафора, раскрсница са семафором, кружни ток, надвожњак, подвожњак и петља. Све ове раскрснице се разликују по нивоу, безбедности, практичности и могућности и трошковима за изградњу. Поред раскрсница у нивоу се углавном налазе пешачки прелази. 
Раскрсница без семафора је најосновнија, најнебезбеднија, најпростија и најспорија врста раскрснице. Првенство пролаза се одређује саобраћајним знакова, ознакама на коловозу и правилима саобраћаја (правилима "десне стране" и "скретања улево") или у ванредној ситуацији на основу сигнала саобраћајног полицајца.
На раскрсници са семафорима саобраћај регулишу семафори. У случају квара семафора све је исто као и на раскрсници без њих. Први семафор у Београду је прорадио 6. новембра 1939. на раскрсници Александрове са Таковском и данашњом кнеза Милоша. Регулацију може спроводити и саобраћајац, што је у Београду први пут испробано у марту 1939. Саобраћајци у Београду су постојали и раније, до 1936. су били узимани из жандармерије, затим су наменски обучавани.